# El Huariche
El Huariche är en ort i Mexiko.   Den ligger i kommunen Huasca de Ocampo och delstaten Hidalgo, i den sydöstra delen av landet, 110 km nordost om huvudstaden Mexico City. El Huariche ligger 2 048 meter över havet och antalet invånare är 113.
Terrängen runt El Huariche är huvudsakligen kuperad, men åt sydost är den platt. Runt El Huariche är det ganska tätbefolkat, med 93 invånare per kvadratkilometer. Närmaste större samhälle är Mineral del Monte, 16,8 km sydväst om El Huariche. I omgivningarna runt El Huariche växer i huvudsak blandskog.